# Denis Vrain-Lucas
Denis Vrain-Lucas (Lanneray (Eure y Loir), 1 de diciembre de 1818-Châteaudun, 11 de abril de 1881) fue un estafador y falsificador francés que vendía cartas y otros documentos falsificados a coleccionistas de manuscritos franceses. Incluso escribió supuestas cartas de figuras bíblicas, personajes romanos y egipcios todas en francés.

## Vida
Denis Vrain-Lucas se formó como asistente legal, pero en 1854 había comenzado a falsificar documentos históricos, especialmente cartas. Lucas comenzó utilizando material de escritura y tintas de fabricación propia del período apropiado y falsificó principalmente documentos de autores franceses. Recopiló detalles históricos de la biblioteca imperial. A medida que sus falsificaciones fueron aceptadas, comenzó a producir cartas de otros personajes históricos.
En 1861, Vrain-Lucas se acercó al matemático y coleccionista francés Michel Chasles y le vendió cartas falsificadas supuestamente escritas por los matemáticos Robert Boyle, Isaac Newton y Blaise Pascal . En una de estas cartas, Pascal supuestamente afirmaba que había descubierto las leyes de la gravedad antes que Newton. Esto habría significado que un francés descubrió la gravedad antes que un inglés, Chasles aceptó la carta y pidió más. Lucas procedió a venderle cientos de cartas de personajes históricos y bíblicos, en todas las cartas vendidas el idioma usado era el francés, desde Julio César a María Magdalena.
Durante 16 años, Vrain-Lucas falsificó un total de 27.000 autógrafos, cartas y otros documentos de personajes históricos como María Magdalena, Cleopatra, Judas Iscariote, Poncio Pilato, Juana de Arco, Cicerón y Dante Alighieri, escritos en francés contemporáneo y en papel con filigrana. Los coleccionistas franceses más destacados los compraron, lo que ayudó a Lucas a acumular una importante riqueza de cientos de miles de francos.
En 1867, Chasles se acercó a la Academia Francesa de Ciencias, afirmando tener pruebas de que Pascal había descubierto la gravedad antes que Newton. Cuando les mostró las letras, los estudiosos de la Academia notaron que la letra era muy diferente en comparación con las letras que definitivamente eran de Pascal. Chasles defendió la autenticidad de las cartas, pero finalmente se vio obligado a revelar que Vrain-Lucas se las había vendido.
Cuando los miembros de la Academia se quejaron de los anacronismos en las cartas, Vrain-Lucas tuvo que falsificar más cartas para explicar sus errores anteriores. El debate continuó hasta 1868 y al año siguiente fue arrestado por falsificación. En el siguiente juicio, Chasles tuvo que testificar cómo había sido engañado, cómo había comprado un gran número de otras cartas falsificadas y cómo había pagado un total de 140.000-150.000 francos por ellas.
En febrero de 1870, el Tribunal Correccional de París condenó a Vrain-Lucas a dos años de prisión por falsificación. También tuvo que pagar una multa de 500 francos y todos los gastos legales. Chasles no recibió ninguna restitución por todo el dinero que había desperdiciado en las falsificaciones de Vrain-Lucas. Después de su sentencia, Lucas desapareció del ojo público. En 2004, la revista Critical Inquiry publicó una carta de 1871 "descubierta" recientemente escrita por Vrain-Lucas (desde la prisión) a Chasles, transmitiendo la perspectiva de Vrain-Lucas sobre estos eventos, Una imitación en sí misma.